# Mitchellville (Tennessee)
Mitchellville é uma cidade localizada no estado norte-americano de Tennessee, no Condado de Sumner.

## Demografia
Segundo o censo norte-americano de 2000, a sua população era de 207 habitantes.
Em 2006, foi estimada uma população de 203, um decréscimo de 4 (-1.9%).

## Geografia
De acordo com o United States Census Bureau tem uma área de
1,3 km², dos quais 1,3 km² cobertos por terra e 0,0 km² cobertos por água.

## Localidades na vizinhança
O diagrama seguinte representa as localidades num raio de 20 km ao redor de Mitchellville.